# Eostre Mons
L'Eostre Mons è una struttura geologica della superficie di Venere.